# Gare de Bavay
La gare de Bavay, également appelée Bavay-Louvignies (en référence à l'ancienne commune de Louvignies-Bavay), est une gare ferroviaire française des lignes d'Escaudœuvres à Gussignies et de Valenciennes-Faubourg-de-Paris à Hautmont, située sur le territoire de la commune de Bavay, dans le département du Nord, en région Hauts-de-France.

## Situation ferroviaire
Établie à 123 mètres d'altitude, la gare de Bavay est située au point kilométrique (PK) 256,2xx de la ligne d'Escaudœuvres à Gussignies. Elle est également située au PK 69,8 de la ligne de Valenciennes-Faubourg-de-Paris à Hautmont.

## Histoire
La réalisation de la ligne d'Escaudœuvres à Gussignies revient à la Compagnie des chemins de fer du Nord par une convention remontant à juin 1872. Sa construction fait l'objet de plusieurs retards. Le rapport au conseil général du Nord d'août 1876 précise que le site de la gare de Bavay est « fixé ». Dotée d'une voie unique, cette ligne est mise en fonction en 1882. Du fait de la proximité avec la Belgique, la gare comporte un poste de douanes.
Le bâtiment de la gare était un type standard du Nord et comportait un haut corps central en croix à cinq travées avec un grand pignon au centre et deux ailes symétriques de huit travées chacune. Un autre bâtiment séparé, sans doute le poste de douane, se trouvait à proximité et comportait 4 travées de long, cinq de large et deux étages. Les encadrements de fenêtre et les pilastres à bossages de ces deux  sont typiques de la compagnie du Nord.
Fin janvier et début février 2018, après de nombreuses années de ruine, ce bâtiment est démoli.